# Западный (Крымский район)
Западный — хутор в Крымском районе Краснодарского края.
Входит в состав Троицкого сельского поселения.

## Население
| 1999 | 2002 | 2010 |
| ---- | ---- | ---- |
| 20   | ↘16  | ↗22  |